# Derobrachus asperatus
Derobrachus asperatus là một loài bọ cánh cứng trong họ Cerambycidae.